# Liste der Monuments historiques in Frebécourt
Die Liste der Monuments historiques in Frebécourt führt die Monuments historiques in der französischen Gemeinde Frebécourt auf.

## Liste der Immobilien
| Bezeichnung           | Beschreibung           | Standort                  | Kennzeichnung | Schutzstatus | Datum | Bild           |
| --------------------- | ---------------------- | ------------------------- | ------------- | ------------ | ----- | -------------- |
| Château de Bourlémont | ab dem 11. Jahrhundert | westlich des Ortes (Lage) | PA00107169    | Inscrit      | 1977  | weitere Bilder |

## Liste der Objekte
| Bezeichnung | Beschreibung                                                           | Standort                               | Kennzeichnung | Schutzstatus | Datum | Bild |
| ----------- | ---------------------------------------------------------------------- | -------------------------------------- | ------------- | ------------ | ----- | ---- |
| Retabel     | mit Darstellung der Kreuzigung und der Apostel; Stein, 16. Jahrhundert | außen an der Kirche Ste-Colombe (Lage) | PM88000369    | Classé       | 1908  |      |